# Mamestra
Mamestra là một chi bướm đêm thuộc họ Noctuidae. Có lẽ loài được biết đến nhiều nhất của chi này là loài Cabbage Moth (nhậy cải bắp), M. brassicae.

## Loài
- Mamestra brassicae (Linnaeus, 1758)
- Mamestra configurata Walker, 1856
- Mamestra curialis (Smith, 1888)
- Mamestra repentina Morrison, 1875
- Mamestra tayulingensis Yoshimoto, 1989

## Hình ảnh

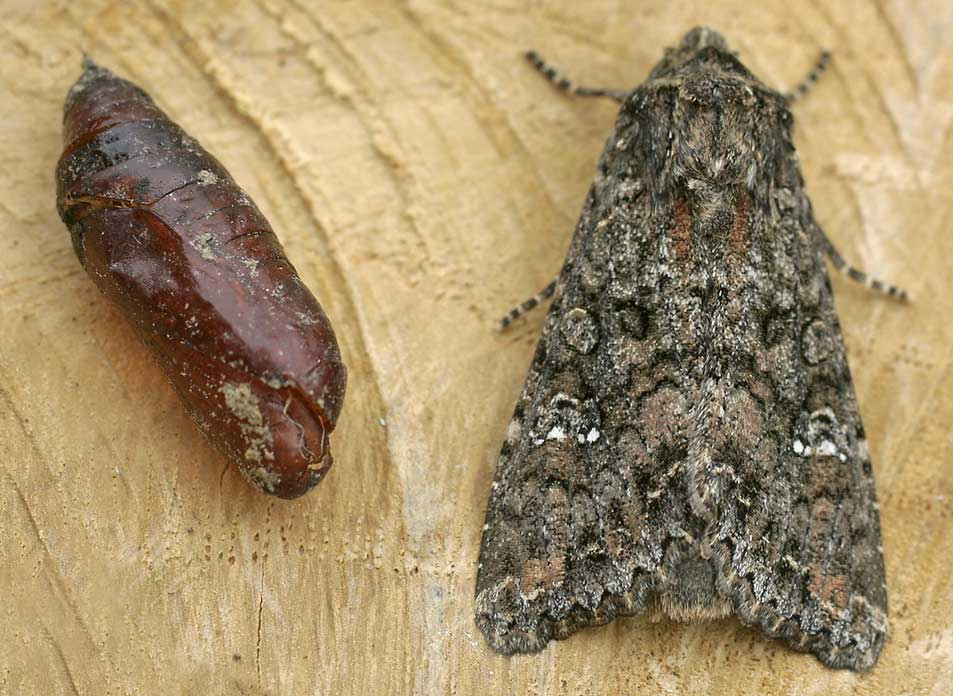
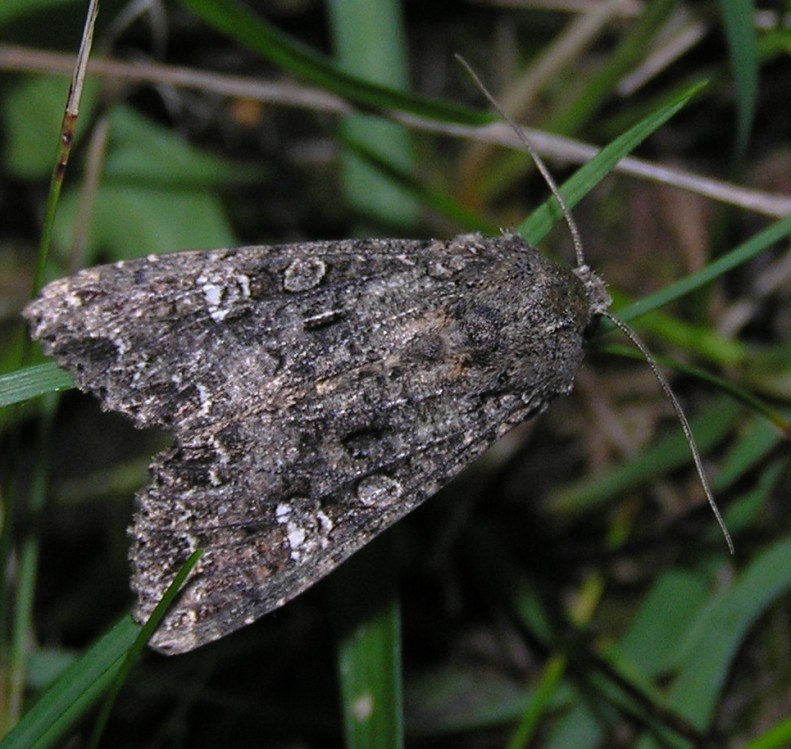